# Jan Østergaard
Jan Erik Østergaard (ur. 20 lutego 1961 w Vejle) – duński kolarz górski, przełajowy i szosowy, dwukrotny medalista mistrzostw świata w kolarstwie górskim.

## Kariera
Pierwszy międzynarodowy sukces w karierze Jan Østergaard osiągnął w 1993 roku, kiedy zdobył brązowy medal w cross-country podczas mistrzostw świata w Métabief. W zawodach tych wyprzedzili go jedynie jego rodak Henrik Djernis oraz Holender Marcel Gerritsen. Wynik ten powtórzył na rozgrywanych dwa lata później mistrzostwach świata w Kirchzauten. Tym razem Duńczyk przegrał z Bartem Brentjensem z Holandii i Francuzem Miguelem Martinezem. W 1996 roku wystąpił na igrzyskach olimpijskich w Atlancie, gdzie zajął osiemnastą pozycję w cross-country. Startował także w kolarstwie przełajowym, wielokrotnie zdobywając medale mistrzostw kraju. Østergaard brał ponadto udział w wyścigach szosowych, jego największe sukcesy to zwycięstwo w klasyfikacji generalnej luksemburskiego Flèche du Sud w 1998 roku oraz drugie w belgijskim Arden Challenge w 2000 roku.